# ディミトリアスと闘士
『ディミトリアスと闘士』（原題：Demetrius and the Gladiators）は、1954年制作のアメリカ合衆国の映画。『聖衣』の続編。聖衣をめぐるキリスト教徒の苦難を描いている。

## あらすじ
マーセラスとダイアナを処刑したローマ皇帝カリグラは、叔父で自分の後継者でもあるクローディアスに聖衣の探索を命じる。
その頃聖衣は、使徒ペトロの手を通じてディミトリアスに預けられていたため、彼は捕えられて闘士にされてしまい、聖衣をめぐる争いに否応なく巻き込まれる。

## スタッフ
- 監督：デルマー・デイヴィス
- 製作：フランク・ロス
- 脚本：フィリップ・ダン
- キャラクター創作：ロイド・C・ダグラス
- 撮影：ミルトン・R・クラスナー
- 音楽：フランツ・ワックスマン

## キャスト
| 役名           | 俳優                     | 日本語吹替   |
| -------------- | ------------------------ | ------------ |
| ディミトリアス | ヴィクター・マチュア     | 森川公也     |
| メッサリナ     | スーザン・ヘイワード     | 平井道子     |
| ペトロ         | マイケル・レニー         | 寺島幹夫     |
| ルシア         | デブラ・パジェット       | 小谷野美智子 |
| カリグラ       | ジェイ・ロビンソン       | 山田康雄     |
| クローディアス | バリー・ジョーンズ       | 千葉順二     |
| ポーラ         | アン・バンクロフト       | 渡辺典子     |
| ダーダニアス   | リチャード・イーガン     |              |
| ストラボ       | アーネスト・ボーグナイン |              |
| カシアス       | チャールズ・エヴァンズ   |              |
| 踊り子         | ジュリー・ニューマー     |              |
| 闘士           | ウディ・ストロード       |              |

- 日本語吹替：初回放送1972年9月11日『月曜ロードショー』